# والديمار أنتون
والديمار أنتون (بالألمانية: Waldemar Anton)‏ (20 يوليو 1996 في أوزبكستان - ) هو لاعب كرة قدم ألماني من أصول روسية في مركز الدفاع. لعب مع هانوفر 96.

## روابط خارجية
- والديمار أنتون على موقع الاتحاد الأوربي (الإنجليزية)
- والديمار أنتون على موقع إي إس بي إن إف سي (الإنجليزية)
- والديمار أنتون على موقع قاعدة بيانات كرة القدم.إي يو (الإنجليزية)
- والديمار أنتون على موقع ناشيونال فوتبول تيمز (الإنجليزية)
- والديمار أنتون على موقع Soccerbase.com (لاعب) (الإنجليزية)
- والديمار أنتون على موقع Soccerway.com (الإنجليزية)
- والديمار أنتون على موقع عالم كرة القدم.نت (الإنجليزية)
- والديمار أنتون على موقع AS.com (الإسبانية)